# Cum a furat Grinch Crăciunul (film)
Cum a furat Grinch Crăciunul (în engleză How the Grinch Stole Christmas / Dr. Seuss' How the Grinch Stole Christmas este un film de Crăciun american din 2000. El a fost produs de Imagine Entertainment și distribuit de Universal Pictures, fiind inspirat din filmul de televiziune din 1966 care este bazat pe cartea cu același nume din 1957 a lui Dr. Seuss. Deoarece filmul este inspirat dintr-o carte cu imagini pentru copii, au trebuit să fie adăugate poveștii mai multe lucruri pentru ca filmul să devină lung-metraj, inclusiv unele informații despre povestea personajului titular. Cele mai multe rime utilizate în carte au fost folosite și în film, deși unele au fost ușor modificate, și au fost compuse și rime noi.
Regizat de Ron Howard, produs de Howard și Brian Grazer și avându-l pe Jim Carrey în rolul principal, filmul este prima poveste a lui Dr. Seuss care a fost adaptată într-un film de lung metraj. El a primit recenzii mixte de la critici, dar s-a aflat timp de patru săptămâni pe locul 1 la casele de bilete ale cinematografelor din SUA.
DreamWorks Pictures a plănuit inițial să coproducă filmul, dar a renunțat cu puțină vreme înainte de începerea filmărilor.
Cum a furat Grinch Crăciunul este al doilea film de Crăciun din toate timpurile ca încasări cu 345.141.405 $, imediat în urma filmului Singur acasă.

## Rezumat
În orașul microscopic Whoville (situat în interiorul unui fulg de zăpadă), toată lumea sărbătorește Crăciunul cu multă fericire și bucurie, cu excepția cinicului și mizantropului Grinch (Jim Carrey), care disprețuiește Crăciunul și pe Whos (locuitorii din Whoville) cu mânie mare și face ocazional glume periculoase și dăunătoare pe seama lor. Ca urmare, nimeni nu îl place sau îi pasă de el.
Fetița Cindy Lou Who (Taylor Momsen), după ce a luat cunoștință de existența lui Grinch, începe să se intereseze de el și de trecutul său și le cere tuturor să-i spună ceea ce știu despre el, descoperind în curând că el are un trecut tragic.
El provine dintr-o greșeală a unui vânt greșit care l-a adus atunci când era bebeluș și este adoptat de două doamne. Deși prezintă unele tendințe sadice pe când era copil, el nu era persoana crudă și egoistă care a devenit mai târziu; el a fost ridiculizat de colegii de clasă (în special de Augustus May Who (Jeffrey Tambor)) din cauza aspectului său, cu excepția Marthei May Whovier (Christine Baranski).
Cindy, emoționată de această poveste, decide să-l facă pe Grinch maestru de ceremonii la sărbătoarea Whobilation, spre marea nemulțumire a primarului Augustus, care acceptă în final fără tragere de inimă. Dar când ea îi oferă o invitație lui Grinch, acesta îi refuză oferta. El se răzgândește treptat și ajunge mai târziu la serbare. Pe când el se bucura de sărbătoare, Augustus o cere în căsătorie pe Martha și, în plus, îi oferă în dar lui Grinch un aparat de ras electric ca o glumă proastă, făcându-l să distrugă petrecerea și supărând-o pe Cindy Lou.
Grinch este mulțumit de ieșirea sa violentă, dar spre uimirea lui, el își dă seama curând că atacul său nu va elimina spiritul Crăciunului și că locuitorii din Whoville vor celebra a doua zi Crăciunul. Supărat de ideea de a-și petrece Crăciunul în peștera sa, Grinch deduce că Whos sărbătoresc Crăciunul doar din cauza cadourilor extravagante, și el decide să fure toate cadourile în timp ce locuitorii dorm. Cu un costum de Moș Crăciun, Grinch îi jefuiește pe locuitorii orașului, forțându-l pe câinele Max să tragă sania cu lucrurile furate atunci când vehiculul său rămâne fără combustibil. În ziua următoare, Whos descoperă schema lui Grinch, iar Augustus are posibilitatea de a o denunța pe Cindy Lou drept cauză a întregii catastrofe. Cu toate acestea, tatăl ei, Lou Lou Who (Bill Irwin), le amintește tuturor că au în continuare spiritul Crăciunului - un lucru care nu provine dintr-un magazin - și că sărbătoarea Crăciunului înseamnă a sărbători cu familia și prietenii și nu a da sau primi cadouri și a pune decorațiuni. Oamenii acceptă discursul său și încep să cânte.
Grinch plănuiește să distrugă toate cadourile furate, după ce aude plânsul locuitorilor din Whoville. Cu toate acestea, el aude cântarea plină de bucurie a louitorilor după discursul lui Lou Lou Who. Frustrat de eșecul planului său, Grinch își dă seama că Crăciunul înseamnă mult mai mult decât "darurile materiale", o cunoaștere profundă care-l emoționează și-i face inima să crească de trei ori mai mare decât dimensiunea originală. Cu toate acestea, darurile furate sunt pe punctul de a cădea de pe stâncă și Grinch încearcă cu disperare să le salveze. Hotărând să-l ajute pe Grinch, Cindy îi spune că "nimeni nu ar trebui să fie singur de Crăciun". Acest lucru îi oferă lui Grinch o forță suficientă pentru a salva sania cu cadouri de la căderea de pe stâncă. După o coborâre lungă, Grinch apare împreună cu Cindy și cu darurile, explicând ce a făcut și cerându-și iertare pentru glumele sale. Orășenii îl iartă pe Grinch, în timp ce Marta refuză propunerea lui Augustus și decide să rămână cu Grinch. Iertatul Grinch începe o nouă viață în Whoville și serbează următorul Crăciun cu ei în peștera lui.

## Distribuție
- Jim Carrey - Grinch, o creatură care a urât întotdeauna Crăciunul de când avea 8 ani și protagonistul principal al filmului. Se arată în film că el a început să urască Crăciunul, după ce colegii săi de școală au râs de el atunci când a încercat să-și radă părul de pe față.
- Taylor Momsen - o tânără Who care crede că spiritul Crăciunului din Whoville este pierdut și protagonistul secundar al filmului. (În această versiune, ea are aproximativ opt ani, în timp ce în carte și în filmul TV, ea are "nu mai mult de doi ani").
- Kelley - câinele Max și Frank Welker - vocea sa, care este singurul animal de companie al lui Grinch și însoțitorul său pe Muntele Crumpit. Nu se cunoaște cum sau când l-a prins Grinch.
- Jeffrey Tambor - primarul Augustus May Who, primarul din Whoville și principalul antagonist al filmului. Se arată în film că era bătăușul școlii care a râs de fața bărbierită a copilului Grinch, ceea ce l-a motivat pe Grinch să urască Crăciunul. El îi refuză orice șansă a lui Grinch de a participa la sărbătorile de Crăciun și vrea să aibă un Crăciun fără Grinch.
- Christine Baranski - Martha May Whovier, vechea iubită a lui Grinch și pentru care Augustus manifestă un interes romantic. Ea se căsătorește în cele din urmă cu Grinch.
- Bill Irwin - Lou Lou Who, tatăl lui Cindy Lou și poștașul orașului Whoville
- Molly Shannon - Betty Lou Who, mama lui Cindy Lou și rivala lui Martha May la concursul de luminare a caselor
- Clint Howard - Whobris, ajutorul primarului
- Mindy Sterling - Clarnella, profesoara
- Jeremy Howard și T. J. Thyne - Drew Lou și Stu Lou Who, fiii lui Lou și Betty și frații lui Cindy Lou.
- Jim Meskimen - ofițerul Wholihan, șeful poliției
- Josh Ryan Evans - copilul Grinch, în vârstă de 8 ani; umilirea sa la școală de către Augustus l-a determinat să urască Crăciunul.
- Ben Bookbinder - copilul Augustus May Who, în vârstă de 8 ani; el îl ridiculizează pe tânărul Grinch, ceea ce îl motivează pe Grinch să urască Crăciunul.
- Landry Allbright - Martha May Whovier, în vârstă de 8 ani; ea arată compasiune față de tânărul Grinch.
- Reid Kirchenbauer - un Whobris de 8 ani
- Anthony Hopkins - naratorul
- Bryce Dallas Howard - o femeie care i-a surprins pe who

## Coloana sonoră
1. "Grinch 2000" - Busta Rhymes și Jim Carrey
2. "Green Christmas" - Barenaked Ladies
3. "Christmas of Love" - Little Isidore and the Inquisitors
4. "Lonely Christmas Eve" - Ben Folds
5. "Better do it Right" - Smash Mouth
6. "Whoville Medley" (Perfect Christmas Night/Grinch) - Trans-Siberian Orchestra
7. "Christmas is Going to the Dogs" - The Eels
8. "You're a Mean One, Mr. Grinch" - Jim Carrey
9. "You Don't Have to be Alone" - 'N Sync
10. "Where Are You, Christmas?" - Faith Hill

## Recepție
Cum a furat Grinch Crăciunul a fost un succes financiar la box office, având încasări în primul week-end de 55.082.230 de dolari, cu o medie de 17.615 dolari de la 3.127 de cinematografe. După 15 săptămâni de rulare la cinematografe, la 1 martie 2001, el a avut încasări de 260.044.825 de dolari în Statele Unite și Canada și încasări suplimentare de 85.096.578 dolari în alte țări, având încasări totale la nivel mondial de 345.141.403 de dolari.
Filmul a primit recenzii mixte de la critici. Filmul are un rating de 53%, o clasificare ca "putred", pe situl Rotten Tomatoes și un rating de 46% pe Metacritic, indicând "recenzii mixte sau medii". Filmul a avut trei nomnalizări la Premiul Oscar, printre care cele mai bune costume și  cele mai bune decoruri și a câștigat Premiul Oscar pentru cel mai bun machiaj. La Globurile de Aur, Carrey a fost nominalizat pentru Premiul Globul de Aur pentru cel mai bun actor (muzical sau comedie), pierzând în fața lui George Clooney din filmul O Brother, Where Art Thou?. Filmul a câștigat Premiul Saturn pentru cea mai bună muzică. Cu toate acestea, ea a fost nominalizată și la două premii Zmeura de Aur pentru cel mai prost prequel, remake, rip-off sau sequel și pentru cel mai prost scenariu, pierzând în fața filmelor Book of Shadows: Blair Witch 2 și respectiv Battlefield Earth.

## Home media
Un pachet DVD/Blu-ray a fost lansat la 13 octombrie 2009.